# Rainer Christlein
Rainer Christlein (* 21. Oktober 1940 in Aschaffenburg; † 20. März 1983 in München) war ein deutscher Prähistorischer Archäologe.

## Akademischer Werdegang
Christlein studierte an der Universität Freiburg, wo er 1968 promoviert wurde. Seine Dissertation (Qualitätsgruppen unter den Grabausstattungen des 6. und 7. Jahrhunderts in Süd- und Westdeutschland) galt den Sozialstrukturen der Merowingerzeit, aus der Analyse zahlreicher Reihengräberfelder gewann er verschiedene Qualitätsstufen der Grabausstattungen (A–C, später ergänzt um Qualitätsgruppe D). Dabei wertete er auch die Gräberfelder Marktoberdorf und Dirlewang aus und verfeinerte die chronologische Gliederung der Merowingerzeit (Gliederung in „Schichten“ 1–4 anhand der Gürtelgarnituren).
Er arbeitete von 1969 bis 1973 in dem von Vladimir Milojčić geleiteten Forschungsprojekt der Heidelberger Akademie der Wissenschaften zum Runden Berg bei Urach, einen Fürstensitz der Völkerwanderungszeit und der Merowingerzeit. Unter den zahlreichen Arbeiten zur Frühgeschichte in Südwestdeutschland sei neben Artikeln zu Funden aus Dettingen und Rüdern sein Beitrag zum Historischen Atlas Baden-Württemberg mit einer Kartierung der frühalamannischen Funde und vor allem sein „Alamannen“-Buch genannt.
Seit 1973 war Christlein am Bayerischen Landesamt für Denkmalpflege in München tätig, wo er 1980 die Leitung der Abteilung für Vor- und Frühgeschichte übernahm. Er initiierte die Einführung der Luftbildarchäologie und Geophysik. Die Gründung der Gesellschaft für Archäologie in Bayern und die Zeitschrift Das archäologische Jahr in Bayern gehen auf ihn zurück. 1983 erhielt er den Schillerpreis der Stadt Marbach am Neckar.

## Publikationen (Auswahl)
- Das alamannische Reihengräberfeld von Marktoberdorf im Allgäu (= Materialhefte zur bayerischen Vorgeschichte. Band 21, ZDB-ID 534018-4). Lassleben, Kallmünz/Opf. 1966.
- Das alamannische Gräberfeld von Dirlewang bei Mindelheim (= Materialhefte zur bayerischen Vorgeschichte. Band 25). Lassleben, Kallmünz/Opf. 1971.
- Besitzabstufungen zur Merowingerzeit im Spiegel reicher Grabfunde aus West- und Süddeutschland. In: Jahrbuch des Römisch-Germanischen Zentralmuseums Mainz. Band 20, 1973, S. 147–180 (Digitalisat).
- Merowingerzeitliche Grabfunde unter der Pfarrkirche St. Dionysius zu Dettingen, Kreis Tübingen und verwandte Denkmale in Süddeutschland. In: Fundberichte aus Baden-Württemberg. Band 1, 1974, ISSN 0071-9897, S. 573–596 (Digitalisat).
- Die frühe Alamannenzeit. 3. bis frühes 5. Jahrhundert n. Chr. (= Historischer Atlas Baden-Württemberg. Erl. 3, 6). Kommission für Geschichtliche Landeskunde in Baden-Württemberg, Stuttgart 1974.
- Die frühgeschichtlichen Kleinfunde außerhalb der Plangrabungen (= Der runde Berg bei Urach. Band 1, ZDB-ID 190861-3 = Abhandlungen der Heidelberger Akademie der Wissenschaften. Philosophisch-Historische Klasse. 1974, Abhandlung 1). Winter, Heidelberg 1974.
- Verzeichnis der Goldblattkreuze nördlich der Alpen. In: Wolfgang Hübener (Hrsg.): Die Goldblattkreuze des frühen Mittelalters (= Veröffentlichung des Alemannischen Instituts. Band 37, ZDB-ID 741612-X). Konkordia, Bühl (Baden) 1975, S. 105–112.
- Die Alamannen. Archäologie eines lebendigen Volkes. Theiss, Stuttgart u. a. 1978, ISBN 3-8062-0190-0.
- Kleinfunde der frühgeschichtlichen Perioden aus den Plangrabungen 1967–1974 (= Der runde Berg bei Urach. Band 3 = Heidelberger Akademie der Wissenschaften. Kommission für Alamannische Altertumskunde. Schriften. Band 4). Thorbecke, Sigmaringen 1979, ISBN 3-7995-6304-0.
- mit Otto Braasch: Das unterirdische Bayern. 7000 Jahre Geschichte und Archäologie im Luftbild. Theiss, Stuttgart 1982, ISBN 3-8062-0233-8.